# ألوي متريفورمس

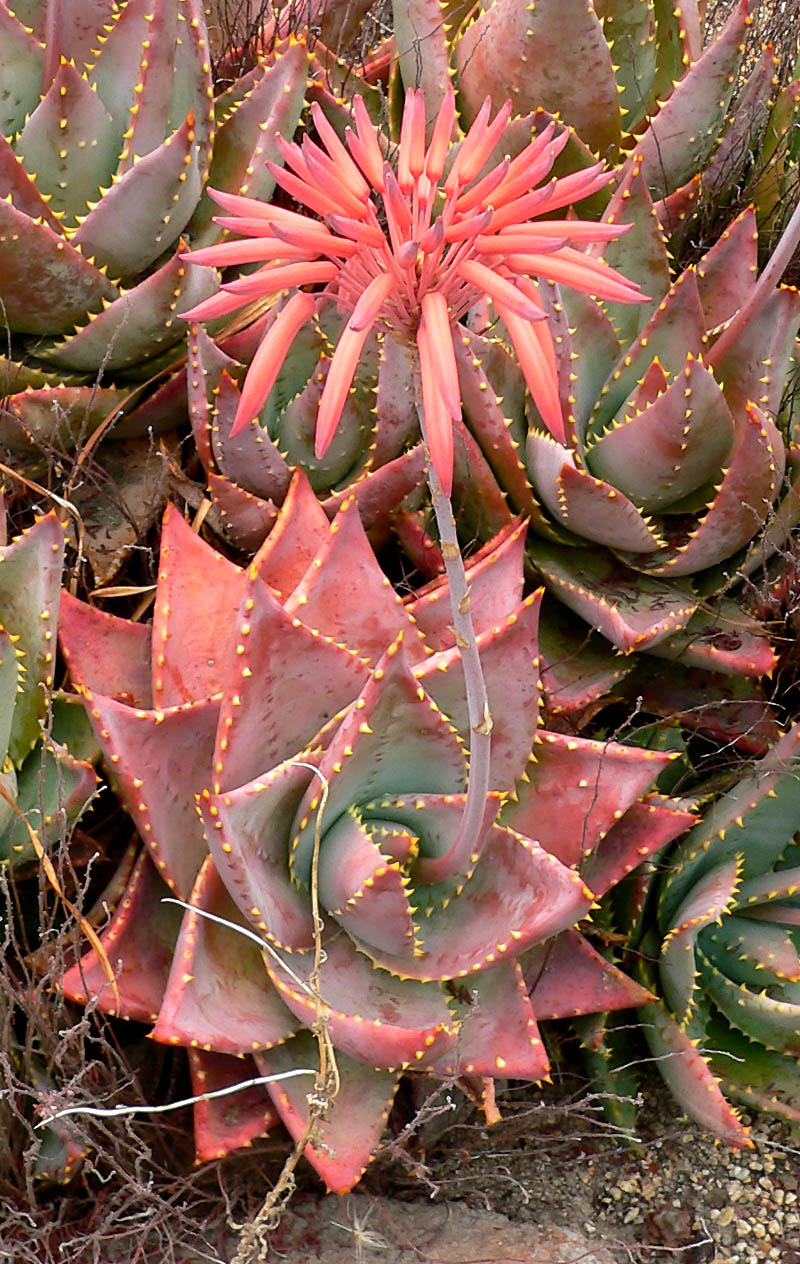

ألوي متريفورمس (الاسم العلمي: Aloe  mitriformis)، هو نبات ينتمي إلى (فصيلة: ).